# Dysidea tupha
Dysidea tupha är en svampdjursart som först beskrevs av Martens 1824.  Dysidea tupha ingår i släktet Dysidea och familjen Dysideidae. Inga underarter finns listade i Catalogue of Life.